# East Palo Alto
East Palo Alto (abreviado E.P.A.) é uma cidade localizada no estado americano da Califórnia, no condado de San Mateo. Possui pouco mais de 30 mil habitantes, de acordo com o censo nacional de 2020. Está situada na península de São Francisco, aproximadamente a meio caminho entre as cidades de São Francisco e San José. Ao norte e leste está a baía de São Francisco, a oeste está a cidade de Menlo Park e ao sul a cidade de Palo Alto.
Apesar de ser chamada de "East" Palo Alto, a cidade fica diretamente ao norte de Palo Alto. Embora muitas vezes incorretamente assumida como parte da cidade de Palo Alto, East Palo Alto sempre foi uma entidade separada desde sua fundação como uma comunidade não incorporada e sua incorporação em julho de 1983. Também está no condado de San Mateo, enquanto Palo Alto está no condado de Santa Clara. As duas cidades são separadas apenas pelo Rio San Francisquito e, em grande parte, pela Bayshore Freeway (a grande maioria de East Palo Alto fica a nordeste da rodovia, enquanto toda a parte residencial fica a sudoeste da rodovia). Os projetos de revitalização em 2000, e profissionais de alta tecnologia de alta renda se mudando para novos empreendimentos, incluindo funcionários do Google e do Facebook, começaram a eliminar as diferenças culturais e econômicas entre as duas cidades. East Palo Alto e Palo Alto compartilham códigos de área telefônica e CEPs postais.

## Geografia
De acordo com o Departamento do Censo dos Estados Unidos, a cidade tem uma área de 6,8 km², dos quais 6,5 km² estão cobertos por terra e 0,3 km² (4,4%) por água.

### Localidades na vizinhança
O diagrama seguinte representa as localidades num raio de 8 km ao redor de East Palo Alto.

## Demografia
Desde 1970, o crescimento populacional médio, a cada dez anos, é de 10,8%.

### Censo 2020
De acordo com o censo nacional de 2020, a sua população é de 30 034 habitantes e sua densidade populacional de 4 587,2 hab/km². Seu crescimento populacional na última década foi de 6,7%, próximo do crescimento estadual de 6,1%. É a 11ª cidade mais populosa e a segunda mais densamente povoada do condado de San Mateo.
Possui 8 110 residências que resulta em uma densidade de 1 238,7 residências/km² e um aumento de 3,7% em relação ao censo anterior. Deste total, 5,4% das unidades habitacionais estão desocupadas. A média de ocupação é de 3,9 pessoas por residência.
A renda familiar média é de 67 087 dólares e a taxa de emprego é de 69,2%.

### Censo 2010
Segundo o censo nacional de 2010, a sua população era de 28 155 habitantes e sua densidade populacional de 4 330,96 hab/km². Foi a cidade que, em 10 anos, teve a maior redução populacional do condado de San Mateo. Possuía 7 819 residências que resultava em uma densidade de 1 202,8 residências/km².